# Nordbyberget
Nordbyberget är ett naturreservat i Karlstads kommun i Värmlands län.
Området är naturskyddat sedan 1997 är 3 hektar stort. Reservatet består av ett äldre skogsbestånd i Norbybergets branta sluttning mot öster med ett stort inslag av lövträd.